# Charles Lightoller
Charles Herbert Lightoller (Chorley, 30 marzo 1874 – Richmond upon Thames, 8 dicembre 1952) è stato un marinaio britannico.
Fu comandante nelle compagnie di navigazione DSC & Bar, RD e come riservista nella RNR, ma è ricordato in particolare per aver ricoperto la qualifica di secondo ufficiale di coperta a bordo del Titanic, nonché per essere stato l'ufficiale con età e grado più elevati ad essere sopravvissuto al disastro. Lightoller venne decorato per il coraggio dimostrato in marina durante la prima guerra mondiale e, successivamente, in pensione, si distinse anche durante la seconda guerra mondiale, fornendo navi di soccorso nell'operazione Dinamo.

## Biografia

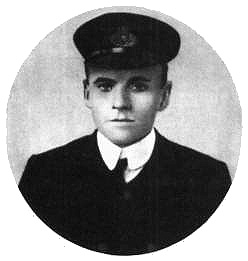
Charles Lightoller

### I primi anni
Charles Herbert Lightoller nacque a Chorley, nel Lancashire, il 30 marzo 1874, in una famiglia che si occupava di filatura del cotone sin dalla fine del diciottesimo secolo. Sua madre, Sarah Lightoller, morì di scarlattina poco dopo il parto; suo padre, Fred Lightoller, lasciò alla cura dei parenti il figlio quando questi aveva dieci anni, trasferendosi in Nuova Zelanda. Non volendo lavorare in fabbrica come la maggior parte dei giovani inglesi di quegli anni, il tredicenne Charles iniziò un apprendistato di quattro anni nella marina mercantile a bordo della Primrose Hill. Nel suo secondo viaggio, partì con l'equipaggio della Holt Hill; durante una tempesta nel Sud dell'Atlantico, la nave venne costretta a sostare presso Rio de Janeiro, dove a quel tempo imperversavano un'epidemia di vaiolo e una rivoluzione. Un'altra tempesta, il 13 novembre 1889, nell'Oceano Indiano, fece arenare la nave sull'Isola Saint Paul: venne tratto in salvo, insieme ai compagni, dalla Coorong e portato a Adelaide, Australia. Lightoller fece quindi parte all'equipaggio della nave Duke of Abercorn, per tornare in Inghilterra.
Lightoller servì ancora sulla Primrose Hill per il suo terzo viaggio: arrivato a Calcutta, in India, vi ottenne il certificato di secondo ufficiale di coperta. A bordo della Knight of St. Michael, su cui era terzo ufficiale, il carico di carbone prese fuoco e, per i suoi sforzi nel sedare l'incendio e salvare la nave, Lightoller venne promosso al ruolo di secondo ufficiale.
Nel 1895, all'età di 21 anni ma veterano di pericoli in mare, ottenuta la promozione a primo ufficiale, lasciò le navi a vela per le navi a vapore. Dopo tre anni di servizio alla Elder Dempster's African Royal Mail Service, sulla costa dell'Africa occidentale fu vicino alla morte per un attacco di una pericolosa forma di malaria.
Lightoller si diresse in Yukon, nel 1898, lasciando temporaneamente la marina, per partecipare alla corsa all'oro del Klondike. Non ebbe successo né come cercatore né come mandriano in Alberta, Canada. Divenuto un operaio itinerante, progettò di ritornare in Inghilterra, attraversando prima a cavallo tutto il Canada sul percorso della linea ferroviaria. Lavorò infine, per far ritorno in patria, come guardiano di bestiame su una nave che trasportava animali dall'America all'Europa. Nel 1899 tornò a casa senza un soldo. Superò gli esami di capitano di lungo corso e si unì alla Greenshields and Cowie per lavorare su navi portabestiame, questa volta come terzo ufficiale della Knight Companion. Nel gennaio del 1900, iniziò la sua carriera con la White Star Line, come quarto ufficiale della Medic.

#### L'incidente di Fort Denison
Sulla Medic, in viaggio dalla Gran Bretagna verso Sudafrica ed Australia, Lightoller ebbe un severo biasimo per una burla che lui ed alcuni compagni operarono ai danni dei cittadini di Sydney, a Fort Denison, presso Port Jackson. Nel 1900, durante le guerre boere, le truppe australiane combattevano a fianco degli inglesi. La Medic entrò nel porto di Sydney e gettò l'ancora in una baia naturale; il giovane Lightoller e i suoi compagni di viaggio erano rimasti colpiti dalle preoccupazioni espresse dalla popolazione locale al riguardo del conflitto in Sudafrica ed organizzarono uno scherzo a loro spese. Nelle prime ore del mattino Lightoller, accompagnato da quattro guardiamarina, remò tranquillamente nel buio prima dell'alba presso la fortezza locale e salì sulla torre, dove issarono una bandiera boera improvvisata su un parafulmine, caricarono un cannone da 14 libbre di polvere di sabbia, aggiunsero rimasugli di cotone bianco e versarono polvere a grana fine ed accesero la miccia: l'esplosione causò fiammate da 50 piedi; i marinai scapparono sulla Medic a guardare lo spettacolo dal ponte.
Il clamoroso botto fece saltare le finestre nel vicinato e svegliò le persone che vivevano intorno al porto. Purtroppo per Lightoller, i passeggeri sulla Medic avevano assistito a tutta la scena: la polizia si recò immediatamente sul ponte della nave per interrogarne l'equipaggio.
La White Star Line venne costretta a pagare i danni e a chiedere scusa alla città e ai cittadini coinvolti. Nonostante all'inizio sembrasse che la carriera di Lightoller, a causa di tale gravissimo comportamento, dovesse terminare, il suo nome non fu neppure citato e la colpa dell'incidente andò su tutto il resto dell'equipaggio. I superiori, tacitamente, avevano apprezzato l'umorismo del suo scherzo e poco tempo dopo gli conferirono una promozione.
In seguito si imbarcò sul Majestic, sotto il comando di Edward John Smith. Da lì, venne promosso a terzo ufficiale sulla Oceanic, anch'essa della White Star Line. Si trasferì di nuovo sul Majestic e poi nuovamente sulla Oceanic come primo ufficiale.

### Titanic

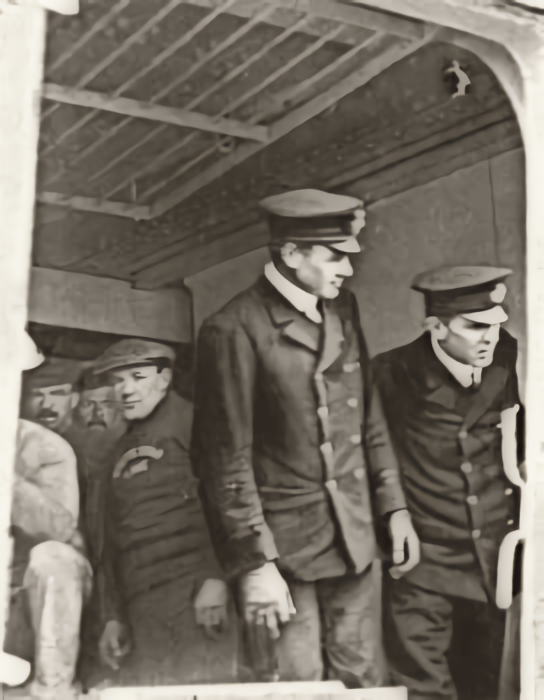
Lightoller (al centro) e il primo ufficiale Murdoch (a destra) sul Titanic l’11 aprile 1912, giorno della partenza della nave da Queenstown.

Nel marzo del 1912, due settimane prima del viaggio inaugurale del Titanic, Lightoller salì a bordo della nave a Belfast, ricoprendo la qualifica di primo ufficiale di coperta per i collaudi in mare e ritrovando Smith come comandante. Questi, tuttavia, poco prima di salpare da Southampton, nominò come comandante in seconda Henry Tingle Wilde, della RMS Olympic (la nave 'gemella' del Titanic), retrocedendo così William McMaster Murdoch al ruolo di primo ufficiale e Lightoller a quello di secondo ufficiale di coperta. Inizialmente a ricoprire il ruolo di secondo ufficiale era David Blair, che venne escluso dal viaggio dopo il "rimpasto" deciso da Smith. La partenza senza Blair causò un grave problema: poiché questi aveva trattenuto le chiavi dell'armadietto in cui erano riposti i binocoli, le vedette in coffa non ebbero la possibilità di usarli (tale mancanza sarebbe stata evidenziata e posta sotto processo durante l'inchiesta americana sul disastro del Titanic), tanto che Lightoller era intenzionato ad acquistarne altri quando il Titanic sarebbe arrivato a New York.
Alle 21:00 del 14 aprile, dopo quattro giorni di viaggio, Lightoller era di turno di guardia in plancia in qualità di responsabile della condotta di navigazione. Il comandante Smith si intrattenne a parlare con lui per qualche minuto: uno stralcio del dialogo fu ricostruito dallo stesso Lightoller durante l'Inchiesta Britannica n. 13611-35 successiva al disastro. Smith notò che il cielo era sereno ed in condizioni di Luna nuova, che l'Oceano era insolitamente calmo e che faceva molto freddo, e Lightoller rispose che aveva già segnalato al maestro d'ascia la possibilità che l'acqua congelasse:

"C'è un grado sopra zero. Ho avvertito il maestro d'ascia che gelerà durante la notte."

"Non c'è molto vento."

"No, è calma piatta."

Lightoller aggiunse che l'assenza di vento sarebbe stata d'ostacolo all'avvistamento di iceberg, cosa normalmente possibile grazie allo sciabordio delle onde alla base del ghiaccio. Il comandante lo istruì a mantenere rotta e velocità, dicendogli di rallentare in caso di foschia, quindi si ritirò nella sua cabina.
Alle 22.00 Lightoller fu correttamente rilevato dalla guardia dal primo ufficiale Murdoch e si ritirò a sua volta in cabina. Intorno alle 23.40, mentre era a letto e stava per addormentarsi, sentì una leggera anomalia nel moto della nave: egli la definì come «un'improvvisa vibrazione» e «un'interruzione nella monotonia del movimento». Con indosso il pigiama, Lightoller uscì sul ponte per vedere cosa fosse successo; non avendo notato niente tornò nel suo alloggio, dove rimase sveglio fino a quando non venne raggiunto dal quarto ufficiale Joseph Boxhall, che lo convocò sul ponte. Venuto a conoscenza dell'impatto contro un iceberg, Lightoller rientrò immediatamente in servizio e si premurò, insieme ai colleghi, di far evacuare la nave.
Lightoller fu incaricato dal comandante di calare le lance di salvataggio sul lato di sinistra; egli intese l'ordine dato dal comandante di far salire prima donne e bambini in maniera differente rispetto al collega Murdoch e finì per negare l'imbarco a tutti gli uomini,  calando le scialuppe parzialmente vuote ed impedendo perfino al milionario americano John Jacob Astor IV, il passeggero più facoltoso presente a bordo, di salire sulla scialuppa al fianco della giovane moglie Madeleine, che era al quinto mese di gravidanza. Intorno alle 2.00, Lightoller salì sulla tolda della tuga alloggi ufficiali per mettere in mare la zattera gonfiabile B, ma senza successo. Solo negli ultimi istanti prima dell'inabissamento, Lightoller lasciò il suo ruolo e si tuffò in acqua: rischiò di essere risucchiato in un condotto di ventilazione a poppavia del primo fumaiolo, ma riuscì ad allontanarsi grazie a un improvviso getto d’aria. In seguito vide la chiglia di una lancia capovolta e si avvinghiò ad essa, trovandovi rifugio insieme a una trentina di altri naufraghi. Questi ultimi poterono salvarsi proprio grazie al secondo ufficiale, che li fece disporre in piedi su due file, in modo tale da tenersi in equilibrio sul fondo della scialuppa, evitando che si capovolgesse: prima dell’arrivo dei soccorsi fu svuotata dei suoi naufraghi, che furono trasferiti in altre lance, e fu lasciata alla deriva. La scialuppa ospitava anche i due marconisti della nave, Jack Phillips e Harold Bride, il primo dei quali spirò durante la notte. Lightoller fu l'ultimo ad imbarcarsi a bordo della nave Carpathia, arrivata in soccorso.

#### Testimonianze alle indagini

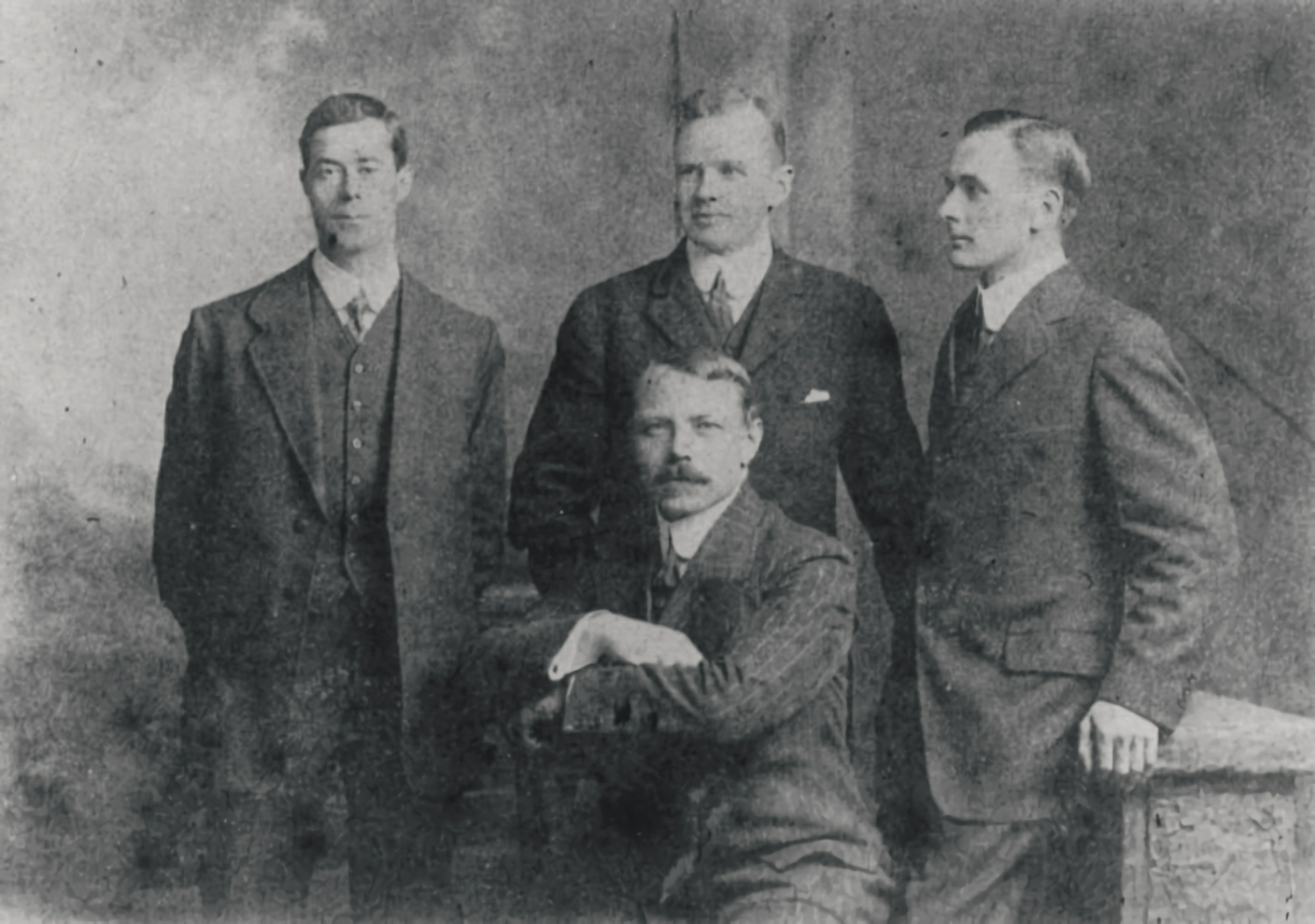
Lightoller (al centro in piedi) insieme agli altri ufficiali superstiti dopo il naufragio del transatlantico inglese.

Come unico ufficiale superiore superstite, Lightoller fu un testimone chiave durante le indagini americane e britanniche sul naufragio. Descrisse le condizioni meteorologiche di quella notte come le più tranquille che avesse mai visto nella sua vita, parlando di un «concorso di circostanze sfavorevoli che non avrebbero potuto più verificarsi per almeno cento anni». Difese abilmente la White Star Line, accennando appena alla velocità eccessiva e giudicando «normali» le precauzioni prese prima della collisione; in effetti, all'epoca, tutti gli equipaggi delle navi di linea si comportavano in tale maniera quando venivano a conoscenza della presenza di ghiaccio. Aggiunse anche che l'amministratore della Compagnia Joseph Bruce Ismay fu letteralmente spinto in una lancia dal comandante in seconda Wilde, cercando così di discolparlo dalle accuse di codardia che il mondo intero muoveva contro di lui.

### Prima guerra mondiale
Lightoller tornò a lavorare per la White Star Line sulla Oceanic. Allo scoppio della prima guerra mondiale, in qualità di ufficiale del Royal Naval Reserve, fu chiamato al servizio ausiliario nella Royal Navy. Nel 1915, prestò servizio come primo ufficiale durante il collaudo di un'altra ex nave per passeggeri, la Campania, che era stata appena convertita in una portaerei della Marina. Alla fine del 1915, gli fu dato il comando sulla torpediniera HMTB 117. In seguito, a Lightoller venne successivamente affidato il comando del cacciatorpediniere HMS Garry che affondò, con l'ausilio di cariche di profondità, e in seguito speronandolo, il sommergibile tedesco UB-110 del tenente di vascello Werner Fürbringer.

### Pensionamento
Dopo il primo conflitto mondiale, Lightoller si avviò al ritiro dalla vita di marittimo. Svolse dei lavori saltuari come oste ed allevatore di polli e si occupò di speculazione edilizia, settore nel quale lui e sua moglie ebbero un discreto successo. Durante i primi Anni Trenta scrisse una propria autobiografia, sul Titanic e sulle altre navi. Anche da pensionato, Lightoller non abbandonò totalmente il mondo della navigazione; dopo l'acquisto di uno yacht a motore, voluto dalla moglie Sylvia, si trovò nel ruolo di soccorritore durante l'operazione Dynamo. La barca è tutt'oggi conservata nel Ramsgate Maritime Museum. Dopo la seconda guerra mondiale, Lightoller gestì un piccolo cantiere denominato Richmond Slipways, a Londra.

### Famiglia
Lightoller aveva due fratelli, Richard Ashton e Caroline Mary, il primo morto di scarlattina in età infantile. In una corsa australiana, a bordo del P/S Suevic, nel 1903, Lightoller conobbe Sylvia Hawley-Wilson, mentre tornava a casa a Sydney dopo un soggiorno in Inghilterra. Sulla via del ritorno, i due si sposarono. La coppia ebbe cinque figli: Frederick Roger, Richard Trevor, Mavis, Claire Doreen e Herbert Brian. Quest'ultimo, il loro figlio più giovane, pilota della RAF, venne ucciso in missione durante un bombardamento su Wilhelmshaven nella Germania nazista, la prima notte di entrata in guerra della Gran Bretagna. Anche il loro figlio maggiore, Roger, servì nella Royal Navy e morì in Francia nell'ultimo mese di guerra. Richard guadagnò il rango di tenente colonnello, sotto il comando del generale Bernard Montgomery, per tutta la durata della guerra. Mavis servì nel Pronto Soccorso e Doreen fu un membro dell'Unità d'Intelligence Politica.

### Morte
Lightoller morì l'8 dicembre 1952, a 78 anni, per malattie cardiache croniche. Aveva fumato la pipa per tutta la vita, oltre a vivere costantemente, quando non navigava, sotto l'inquinamento e lo smog londinese. Il suo corpo fu cremato e le sue ceneri disperse nel Mortlake Crematorium di Richmond, a Londra.

## Filmografia
Il ruolo di Charles Lightoller è stato portato più volte sullo schermo, in diversi film o produzioni televisive dedicati al disastro del Titanic , ed interpretato da:
- Herbert Tiede (1943) ne La tragedia del Titanic, film di propaganda tedesco del 1943;[4]
- Edmund Purdom (1953) in Titanic, film statunitense diretto da Jean Negulesco;[5]
- Neil North (1956) nella produzione antologica della Kraft Television Theatre “A Night to Remember”, episodio per la TV basato sull’omonimo libro di Walter Lord;[6]
- Kenneth More (1958) nel film Titanic, latitudine 41 nord, basato sul libro di Walter Lord A night to remember;[7]
- Malcolm Stoddard (1979) nel film per la TV S.O.S. Titanic’’;[8]
- Sigmar Solbach (1984) nel film per la TV Titanic’’;[9]
- ancora Malcolm Stoddard (1996) nel film per la TV Titanic - una storia, un amore’’ basato sul libro di Danielle Steel Titanic - Una storia d'amore (No Greater Love)[10]
- Kevin McNulty (1996) nella miniserie per la TV Titanic (nota anche come “Last trip. Ultimo viaggio”);[11]
- John Bolton (1997) nel musical Titanic[12] e (2014) nella relativa versione concerto;[13]
- Jonathan Phillips (1997) nel film kolossal Titanic di James Cameron, in cui è accreditato come Jonny Philips.[14]
- Jesse Baker (2003) nel film-documentario realizzato da James Cameron Ghosts of the Abyss’’;[15]
- Steven Waddington (2012) nella miniserie Titanic;[16]
- Mark Rylance (2017) nel film Dunkirk interpreta "Mr. Dawson",  personaggio ispirato a Lightoller.[17]
- Jack North (2023) nel tour in Gran Bretagna del musical Titanic;[18]